# Olympische Sommerspiele 2004/Leichtathletik – 4 × 400 m (Männer)
Die 4-mal-400-Meter-Staffel der Männer bei den Olympischen Spielen 2004 in Athen wurde am 27. und 28. August 2004 im Olympiastadion Athen ausgetragen. In sechzehn Staffeln nahmen 68 Athleten teil.
Olympiasieger wurde die Staffel der USA mit Otis Harris (Finale), Derrick Brew, Jeremy Wariner (Finale) und Darold Williamson sowie den im Vorlauf eingesetzten Kelly Willie und Andrew Rock.

Sie gewann vor der Staffel Australiens in der Besetzung John Steffensen, Mark Ormrod, Patrick Dwyer und Clinton Hill.
Bronze ging an die Mannschaft aus Nigeria (James Godday, Musa Audu, Saul Weigopwa, Enefiok Udo-Obong).
Auch die hier im Vorlauf eingesetzten US-Läufer erhielten jeweils eine Goldmedaille.
Die deutsche Staffel erreichte das Finale und belegte Rang sieben.

Staffeln aus der Schweiz, Österreich und Liechtenstein nahmen nicht teil.

## Aktuelle Titelträger
| Olympiasieger 2000                      | Nigeria        | 2:58,68 min | Sydney 2000        |
| Weltmeister 2003                        | Frankreich     | 2:58,96 min | Paris 2003         |
| Europameister 2002                      | Großbritannien | 3:01,25 min | München 2002       |
| Panamerikanischer Meister 2003          | Jamaika        | 3:01,81 min | Santo Domingo 2003 |
| Zentralamerika und Karibik-Meister 2003 | Bahamas        | 3:02,56 min | St. George’s 2003  |
| Südamerika-Meister 2003                 | Brasilien      | 3:05,28 min | Barquisimeto 2003  |
| Asienmeister 2003                       | Sri Lanka      | 3:03,05 min | Manila 2003        |
| Afrikameister 2004                      | Simbabwe       | 3:02,38 min | Brazzaville 2004   |
| Ozeanienmeister 2002                    | Australien     | 3:27,34 min | Christchurch 2002  |

## Bestehende Rekorde
| Weltrekord         | 2:54,29 min | USA (Andrew Valmon, Quincy Watts, Harry Reynolds, Michael Johnson) | Stuttgart, Deutschland       | 22. August 1993 |
| Olympischer Rekord | 2:55,74 min | USA (Andrew Valmon, Quincy Watts, Michael Johnson, Steve Lewis)    | Finale OS Barcelona, Spanien | 8. August 1992  |

Anmerkung:

Der am 22. Juli 1998 in Uniondale, USA, aufgestellte Weltrekord von 2:54,20 min durch eine US-Staffel mit Jerome Young, Antonio Pettigrew, Tyree Washington und Michael Johnson fand auf Grund des Dopingvergehens von Pettigrew keine Anerkennung.
Der bestehende olympische Rekord wurde bei diesen Spielen nicht erreicht. Im schnellsten Rennen, dem Finale, verfehlte das Team des Olympiasiegers Nigeria mit 2:58,68 min den Rekord um 2,94 Sekunden. Zum Weltrekord fehlten 4,39 Sekunden.

## Vorrunde
Insgesamt wurden zwei Vorläufe absolviert. Für das Viertelfinale qualifizierten sich pro Lauf die ersten drei Staffeln (hellblau unterlegt). Darüber hinaus kamen die zwei Zeitschnellsten, die sogenannten Lucky Loser (hellgrün unterlegt), weiter.
Anmerkung: Alle Zeitangaben sind auf Ortszeit Athen (UTC+2) bezogen.

### Vorlauf 1
27. August 2004, 21:00 Uhr
| Platz | Staffel        | Besetzung                                                                  | Zeit (min) | Anmerkung                         |
| ----- | -------------- | -------------------------------------------------------------------------- | ---------- | --------------------------------- |
| 1     | Großbritannien | Timothy Benjamin Sean Baldock Malachi Davis Matthew Elias                  | 3:02,40    |                                   |
| 2     | Japan          | Yuki Yamaguchi Jun Osakada Tomohiro Itō Matsuhiro Satō                     | 3:02,71    |                                   |
| 3     | Deutschland    | Ingo Schultz Kamghe Gaba Ruwen Faller Bastian Swillims                     | 3:02,77    |                                   |
| 4     | Australien     | John Steffensen Clinton Hill Patrick Dwyer Mark Ormrod                     | 3:03,06    |                                   |
| 5     | Botswana       | Oganeditse Moseki (Vorlauf) Johnson Kubisa California Molefe Kagiso Kilego | 3:03,32    |                                   |
| 6     | Griechenland   | Stelios Dimotsios Anastasios Gousis Panagiotis Sarris Periklis Iakovakis   | 3:04,27    |                                   |
| 7     | Frankreich     | Ahmed Douhou Ibrahima Wade Abderrahim El Haouzy Leslie Djhone              | 3:04,39    |                                   |
| DSQ   | Jamaika        | Michael Campbell Michael Blackwood Jermaine Gonzales Davian Clarke         |            | IAAF Regel 163.3 – Bahnübertreten |

### Vorlauf 2
27. August 2004, 21:09 Uhr
| Platz | Staffel   | Besetzung                                                                          | Zeit (min) |
| ----- | --------- | ---------------------------------------------------------------------------------- | ---------- |
| 1     | USA       | Kelly Willie (Vorlauf) Derrick Brew Andrew Rock (Vorlauf) Darold Williamson        | 2:59,30    |
| 2     | Nigeria   | James Godday Musa Audu Saul Weigopwa Enefiok Udo-Obong                             | 3:01,60    |
| 3     | Bahamas   | Andrae Williams Dennis Darling (Vorlauf) Nathaniel McKinney Chris Brown            | 3:01,74    |
| 4     | Russland  | Alexander Larin Andrei Rudnizki Oleg Mischukow Ruslan Maschtschenko                | 3:03,35    |
| 5     | Polen     | Piotr Rysiukiewicz Piotr Klimczak Marcin Marciniszyn Marek Plawgo                  | 3:03,69    |
| 6     | Ukraine   | Wolodymyr Demtschenko Jewhen Zyukow Mychajlo Knysch Andrij Twerdostup              | 3:04,01    |
| 7     | Spanien   | Eduardo Iván Rodríguez David Canal Luis María Flores Martínez Antonio Manuel Reina | 3:05,03    |
| DNF   | Südafrika | Marcus La Grange Hendrick Mokganyetsi Ockert Cilliers Arnaud Malherbe              |            |

## Finale
| Platz | Staffel        | Besetzung | Zeit (min) |
| ----- | -------------- | --- | ---------- |
| 1     | USA            | Otis Harris (Finale) Derrick Brew Jeremy Wariner (Finale) Darold Williamson im Vorlauf außerdem: Kelly Willie Andrew Rock | 2:55,91    |
| 2     | Australien     | John Steffensen Mark Ormrod Patrick Dwyer Clinton Hill                                                                    | 3:00,60    |
| 3     | Nigeria        | James Godday Musa Audu Saul Weigopwa Enefiok Udo-Obong                                                                    | 3:00,90    |
| 4     | Japan          | Yuki Yamaguchi Jun Osakada Tomohiro Itō Matsuhiro Satō                                                                    | 3:00,99    |
| 5     | Großbritannien | Timothy Benjamin Sean Baldock Malachi Davis Matthew Elias                                                                 | 3:01,07    |
| 6     | Bahamas        | Nathaniel McKinney Aaron Cleare (Finale) Andrae Williams Chris Brown im Vorlauf außerdem: Dennis Darling                  | 3:01,88    |
| 7     | Deutschland    | Ingo Schultz Kamghe Gaba Ruwen Faller Bastian Swillims                                                                    | 3:02,22    |
| 8     | Botswana       | Johnson Kubisa California Molefe Gaolesiela Salang (Finale) Kagiso Kilego im Vorlauf außerdem: Oganeditse Moseki          | 3:02,49    |

28. September 2000, 22:25 Uhr
Nach dem dreifachen Erfolg im 400-Meter-Einzelwettbewerb war die Staffel der USA der klare Favorit für diesen Wettkampf. Bei den anderen Teams wäre eigentlich vor allem Vizeweltmeister Jamaika für einen weiteren Medaillenplatz in Frage gekommen. Doch die Mannschaft war im Finale nicht dabei, weil sie in ihrem Vorlauf wegen einer Bahnübertretung disqualifiziert worden war. Ebenso war Weltmeister Frankreich bereits im Vorlauf ausgeschieden. So war das Rennen um die Platzierungen hinter den Vereinigten Staaten ziemlich offen und mehrere der im Finale beteiligten Staffeln gingen diesbezüglich chancenreich an den Start. Da waren zum Beispiel der WM-Dritte Bahamas, Nigeria und Japan, die im Vorlauf einen guten Eindruck gemacht hatten.
In drei Staffeln gab es insgesamt vier Besetzungsänderungen gegenüber den Vorläufen:
- USA – Otis Harris lief für Kelly Willie, Jeremy Wariner für Andrew Rock.
- Bahamas – Dennis Darling wurde durch Aaron Cleare ersetzt.
- Botswana – Gaolesiela Salang lief anstelle von Oganeditse Moseki.

Startläufer Otis Harris brachte die US-Staffel in eine deutliche Führungsposition. Alle anderen Teams lagen dagegen noch dicht gedrängt zusammen mit Nigeria an zweiter Stelle. In der zweiten Runde vergrößerten die Vereinigten Staaten ihren Vorsprung weiter. Großbritannien verbesserte sich auf Platz zwei, es folgten Nigeria und Japan. Dann gab es schon eine Lücke zu den nächsten Mannschaften. die Australien allerdings bis zum letzten Wechsel schließen konnte. Die US-Amerikaner gaben ihren klaren Vorsprung bis zum Ende nicht mehr ab. Mit 4,69 Sekunden Rückstand kam die Staffel Australiens auf Platz zwei. Ihr Schlussläufer Clinton Hill setzte sich klar durch gegen seine Gegner der drittplatzierten Nigerianer, der Japaner auf Rang vier und der Briten auf dem fünften Platz. Sechster wurde Bahamas vor Deutschland und Botswana. Die US-Staffel siegte mit dem bis dahin größten Vorsprung in der olympischen Geschichte der 4-mal-400-Meter-Staffel.
Im 21. olympischen Finale gab es den fünfzehnten Sieg eines US-Teams in dieser Disziplin.

## Video
- Athens 2004 Mens 4x400m relay final, youtube.com, abgerufen am 16. Februar 2022